# Trupanea amoena
Trupanea amoena
 es una especie de insecto díptero que Georg von Frauenfeld describió científicamente por primera vez en el año 1857.
Esta especie pertenece al género Trupanea de la familia Tephritidae.